# I liga Wysp Cooka w piłce nożnej
I liga Wysp Cooka (oficjalnie National League Champions (NLC) lub Cook Islands Round Cup (CIRP)) – najwyższa klasa rozgrywkowa klubów piłki nożnej na Wyspach Cooka. Pierwsze rozgrywki odbyły się w 1950, ale cyklicznie prowadzone są od 1971 roku pod patronatem Związku Piłki Nożnej na Wyspach Cooka. 

## Uczestnicy w sezonie 2024
- Avatiu FC
- Matavera FC
- Nikao FC
- Puaikura FC
- Titikaveka FC
- Tupapa FC[1]

## Zwycięzcy[1]
| - 1950: Titikaveka FC - 1971: Titikaveka FC - 1972: Titikaveka FC - 1973: Titikaveka FC - 1974: Titikaveka FC - 1975: Titikaveka FC - 1976: Titikaveka FC - 1977: Titikaveka FC - 1978: Titikaveka FC - 1979: Titikaveka FC - 1980: Avatiu FC - 1981: Titikaveka FC - 1982: Titikaveka FC - 1983: Titikaveka FC |  | - 1984: Titikaveka FC - 1985: Arorangi FC/Puaikura FC - 1987 Arorangi FC - 1991: Avatiu FC - 1992: Tupapa FC - 1993: Tupapa FC - 1994: Avatiu FC - 1995: PTC Coconuts - 1996: Avatiu FC - 1997: Avatiu FC - 1998/99: Tupapa FC - 1999: Avatiu FC - 2000: Nikao FC - 2001: Tupapa FC |  | - 2002: Tupapa FC - 2003: Tupapa FC - 2004: Nikao FC - 2005: Nikao FC - 2006: Nikao FC - 2007: Tupapa FC - 2008: Nikao FC - 2009: Nikao FC - 2010: Tupapa FC - 2011: Tupapa FC - 2012: Tupapa FC - 2013: Puaikura FC - 2014: Tupapa FC - 2015: Tupapa FC |  | - 2016: Puaikura FC - 2017: Tupapa FC - 2018: Tupapa FC - 2019: Tupapa FC - 2020: Tupapa FC - 2021: Nikao FC - 2022: Tupapa FC - 2023: Tupapa FC - 2024: Tupapa FC |